# Retour à la citadelle
Retour à la citadelle est une pièce de théâtre de l'auteur dramatique français Jean-Luc Lagarce écrite en 1984 et créée en 1990 par François Rancillac.

## Personnages

### Liste des personnages
- L'Ancien Gouverneur
- La Femme de l'Ancien Gouverneur
- Le Nouveau Gouverneur
- La Mère du Nouveau Gouverneur
- Le Père du Nouveau Gouverneur
- La Sœur du Nouveau Gouverneur
- L'Ami du Nouveau Gouverneur
- L'Intendant[3]

### Caractéristiques
Aucun des personnages de Retour à la citadelle n'a d'identité spécifiée. Ils ne sont définis que dans la fonction (L'Ancien Gouverneur) ou leur rapport aux autres (La Femme de l'Ancien Gouverneur). Ce choix est courant chez Jean-Luc Lagarce et dans les écritures contemporaines pour montrer leur absence d'identité.

## Argument
Cette pièce développe le retour de l'enfant prodigue. Il s'agit du Nouveau Gouverneur qui retrouve sa famille qu'il avait abandonnée longtemps avant. Chaque personnage essaie alors de composer avec son arrivée, de justifier leur attente, leurs espoirs.

## Mises en scène
- 2007 : mise en scène François Rancillac, Comédie de Saint-Etienne[6]
- 2007 : mise en scène Jean-Charles Mouveaux-Mayeur, Théâtre du Marais[7]
- 1990 : mise en scène François Rancillac, l'ACB - Scène nationale de Bar-Le-Duc[8]